# Remorse
Remorse es el duodécimo episodio de la sexta temporada de la serie de televisión estadounidense House. Fue estrenado el 25 de enero de 2010 en Estados Unidos, el 2 de marzo de 2010 en España el 4 de marzo de 2010 en México.

## Sinopsis
House (Hugh Laurie) debe diagnosticar a Valeria (Beau Garrett), una ejecutiva que sufre un fuerte dolor de cabeza durante una reunión informal. Al llegar al hospital, House piensa que su enfermedad está relacionada con su esposo y un compañero de trabajo, pero termina siendo Trece (Olivia Wilde) la que termina uniendo piezas después de haber sido denunciada por la paciente de acoso sexual. Foreman (Omar Epps) y Trece arreglan sus diferencias. House ayudara a un excompañero de la universidad de medicina al cual cree haber perjudicado durante un examen. Al final del capítulo House mira con tristeza cómo Cuddy (Lisa Edelstein) y Lucas (Michael Weston) comparten un rato juntos.
Diagnóstico: Enfermedad de Wilson
- Datos: Q5084622